# 瓦爾那
瓦爾那或译瓦尔纳是印度教經典中解釋種姓制度的概念，其內涵主要見於《摩奴法典》與《瞿曇法經》等早期婆羅門教經典。在該制度中主要指四種不同的階層，經典中根據一些原則區分四種階層，並明確規範彼此的義務與權利。
實際社會中，種姓並非依據該理論的規範劃分，因此不能將瓦爾那理論與種姓制度畫上等號。即使如此，瓦爾那理論仍被應用在近代的實際社會之中，成為許多種姓抬昇其地位的論述手段，因此瓦爾那理論仍然有其解釋上的效力與合理性。

## 詞源
瓦爾那是梵語詞 वर्ण的音譯。這個術語派生自詞根，其含義是包蓋（to cover）或封裝（to envelop，可比較於）。在《梨俱吠陀》中，這個術語可以意味著：“人的種類、部落、等級、行業”，特別是表達了在雅利安人和達薩人之間的對立。

## 瓦爾那階序

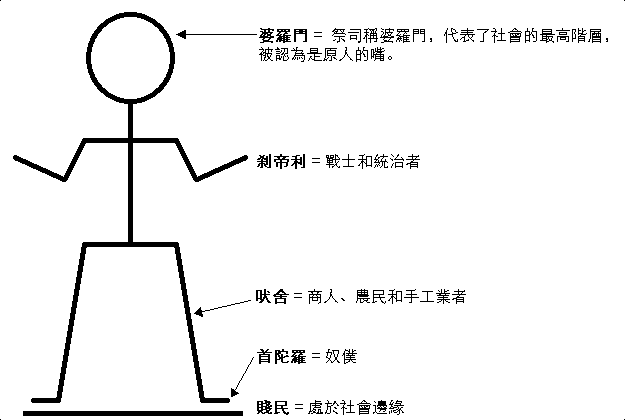
一張根據《梨俱吠陀》〈原人訟〉所繪的瓦爾納階序：婆羅門是原人的嘴、剎帝利是原人的雙臂、吠舍是原人的大腿、首陀羅是原人的腳。至於賤民，則被排除在原人的身體之外。

這些早期婆羅門所著的經典中刻意忽略賤民不提（這些人最早稱為被拒斥的首陀羅），主張將所有的種姓劃分成四種瓦爾那。這四種瓦爾那同樣以婆羅門為首，並藉由職能與權利的劃分，構成一嚴謹的階序：
1. 婆羅門：最高的瓦爾那，也是整個階序的核心。婆羅門本為祭司，根據《摩奴法典》規定，可從事教授吠陀經、司祭與接受奉獻這三樣工作，但在8世紀以後司祭逐漸不受重視，潔淨便取代前者，成為婆羅門最主要的特徵。此外，婆羅門享有許多特權，如不可處罰、不可殺害、可領回部份充公遺失物等。
2. 刹帝利：次高的瓦爾那，《梵書》（Brahmanas）稱其具有與婆羅門共享「管轄一切生物」的權利。刹帝利是戰士和統治者，掌握實際的政治與軍事權力，但被排除在完整的司祭過程之外，因此不具有宗教上的權力。此外，其負有保護婆羅門之責。
3. 吠舍：第三等的瓦爾那。吠舍是農人或牧人，任務是生產食物，並提供各種祭品。《瞿曇法經》（Gautama Dharmasūtra）規定吠舍可從事農耕、商業、畜牧與放貸的工作。
4. 首陀羅：最低的瓦爾那。首陀羅是沒有人身自由的奴僕，負責提供各種服務和手工業。

文字學家喬治·杜梅吉爾認為，瓦爾那階序並非依由上而下排列的順序，而是由一系列的二分關係所構成：先是首陀羅被排除在外，其他三個瓦爾那構成一組，即再生族（twice-born，能舉行成年禮的瓦爾那）；再生族排除吠舍，由婆羅門與刹帝利構成擁有「統治一切生物權力」的一組；最後婆羅門獨自擁有三種特權，即傳授吠陀經、司祭與接受奉獻。杜蒙根據上述原則進一步補充，認為瓦爾那階序刻意排除賤民就如同上述的二分關係。換言之，整個瓦爾那階序的分類關係大致如下：
根據上述的架構，可以理解到瓦爾那實際上是一套分類體系，而非具有實質內涵的規範架構。透過瓦爾那可以得知早期婆羅門心目中的理想種姓制度為何，卻無法真正了解種姓制度實際運作的情形。

## 另見
- 達利特